# Cracticus torquatus
Cracticus torquatus е вид птица от семейство Artamidae.

## Разпространение
Видът е разпространен в Австралия.